# 哈维尔·桑切斯
哈维尔·桑切斯（西班牙語：Javier Sánchez，1975年6月16日—），西班牙男子水球运动员。他曾代表西班牙参加2000年和2004年夏季奥林匹克运动会水球比赛，分别获得第四名和第六名。